# Sinh học sinh sản
Sinh học sinh sản bao gồm cả sinh sản hữu tính và vô tính.
Sinh học sinh sản bao gồm nhiều lĩnh vực:
- Hệ thống sinh sản
- Nội tiết
- Phát triển tình dục (Tuổi dậy thì)
- Trưởng thành tình dục
- Sinh sản
- Khả năng sinh sản

## Sinh học sinh sản người

### Nội tiết
Sinh học sinh sản của con người chủ yếu được kiểm soát thông qua các hormone, gửi tín hiệu đến các cấu trúc sinh sản của con người để ảnh hưởng đến sự tăng trưởng và trưởng thành. Những hormone này được tiết ra bởi các tuyến nội tiết, và lan đến các mô khác nhau trong cơ thể con người. Ở người, tuyến yên tổng hợp các hormone được sử dụng để kiểm soát hoạt động của các tuyến nội tiết.

### Hệ thống sinh sản
Các cơ quan nội bộ và bên ngoài được bao gồm trong hệ thống sinh sản. Có hai hệ thống sinh sản bao gồm cả nam và nữ, chứa các cơ quan khác nhau. Các hệ thống này làm việc cùng nhau để tạo ra con cái.

#### Hệ sinh dục nữ
Hệ sinh dục nữ bao gồm các cấu trúc liên quan đến rụng trứng, thụ tinh, phát triển phôi và sinh con.
Các cấu trúc này bao gồm: 
- Buồng trứng
- Ống dẫn trứng
- Tử cung
- Âm đạo
- Tuyến vú

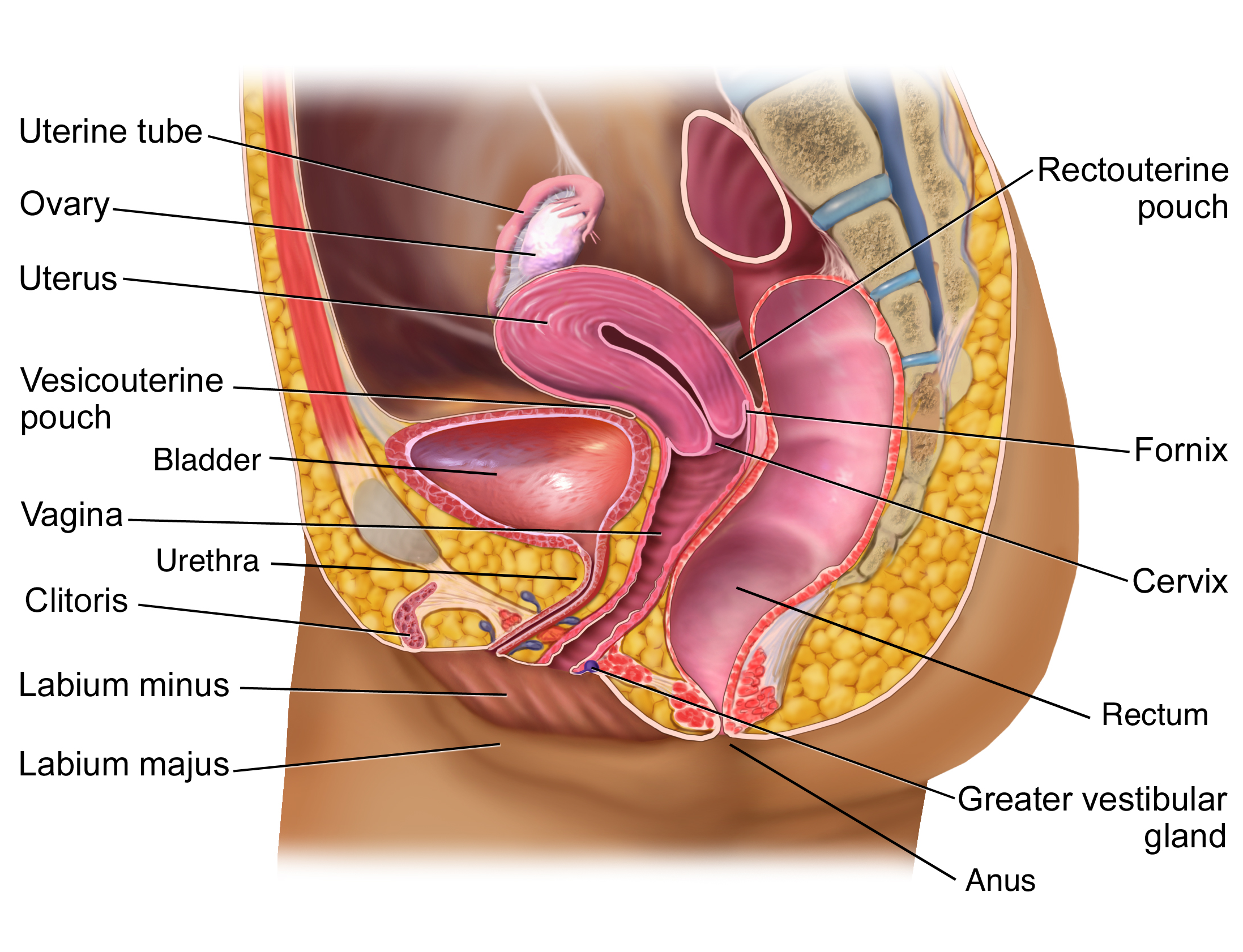
Cấu trúc sinh sản của con người.

Cấu trúc sinh sản nam giới.

Estrogen là một trong những hormone sinh sản hữu tính hỗ trợ hệ thống sinh sản hữu tính của nữ giới.

#### Hệ sinh dục nam
Hệ thống sinh sản nam bao gồm các tuyến phụ trợ tình dục, ống dẫn phụ kiện tình dục, tinh hoàn và cơ quan sinh dục ngoài.
Testosterone, mặc dù có ở cả nam và nữ, nhưng tương đối nhiều hơn ở nam. Testosterone đóng vai trò là một trong những hormone sinh sản hữu tính trong hệ thống sinh sản nam giới.

## Sinh học sinh sản động vật
Sinh sản động vật xảy ra bởi hai phương thức hành động, bao gồm cả sinh sản hữu tính và vô tính. Trong sinh sản vô tính, việc tạo ra các sinh vật mới không cần tinh trùng hợp nhất với trứng. Tuy nhiên, trong sinh sản hữu tính, các sinh vật mới được hình thành do sự hợp nhất của tinh trùng đơn bội và trứng dẫn đến cái được gọi là hợp tử. Mặc dù động vật thể hiện cả sinh sản hữu tính và vô tính, đại đa số động vật sinh sản bằng sinh sản hữu tính.